# Omastiná
Omastiná je obec na Slovensku v okrese Bánovce nad Bebravou.
Leží v nadmořské výšce 300 metrů. Žije zde 42 obyvatel.
První písemná zmínka o obci je z roku 1389. V blízkosti obce je národní přírodní rezervace Rokoš.